# Antonio Martos Aguilar
Antonio Martos Aguilar (Guadalcázar, 27 de novembre de 1946) és un ciclista espanyol, ja retirat, que fou professional entre 1970 i 1977. Nascut a Andalusia, es formà com a ciclista a Sabadell, on hi anà a viure de ben petit. El 1971 fou escollit millor esportista de Sabadell. El seu principal èxit fou la victòria a la Volta a Astúries de 1970 i una etapa de la Volta a Catalunya de 1973.

## Palmarès
- 1969
  - 1r a la Volta a Lleida
  - Vencedor d'una etapa a la Volta a Toledo
- 1970
  - 1r a la Volta a Astúries
- 1971
  - 1r als Tres Días de Leganés
- 1973
  - 1r a la Clàssica de Sabiñánigo
  - Vencedor d'una etapa a la Volta a Catalunya
- 1974
  - 1r a la Volta a Mallorca i vencedor d'una etapa
  - 1r al Gran Premi Nuestra Señora de Oro
- 1975
  - 1r a la Clàssica de Primavera

### Resultats al Tour de França
- 1971. 13è de la classificació general
- 1973. 15è de la classificació general
- 1974. 40è de la classificació general
- 1975. Abandona (10a etapa)
- 1976. 25è de la classificació general

### Resultats a la Volta a Espanya
- 1970. 8è de la classificació general
- 1973. 19è de la classificació general
- 1975. 11è de la classificació general

### Resultats al Giro d'Itàlia
- 1974. 42è de la classificació general
- 1976. 48è de la classificació general